# Nguyễn Văn Toàn
Nguyễn Văn Toàn (1932 - 2005) nguyên là một tướng lĩnh gốc Kỵ binh của Quân lực Việt Nam Cộng hòa, mang cấp bậc Trung tướng. Ông xuất thân từ những khóa đầu tiên tại trường Võ bị Quốc gia. Ra trường, được chọn phục vụ Binh chủng Kỵ binh, nên sau này ông được xem là một vị tướng xuất thân từ Thiết giáp. Có một thời gian ông chuyển sang Bộ binh, chỉ huy một Sư đoàn đóng ở Quảng Ngãi, có tin đồn ông đã lợi dụng chức vụ, cho quân vào rừng Trà My lấy vỏ cây quế rồi bán sang Hồng Kông, được các tờ báo Sóng Thần, Tuần Báo Đời,... xuất bản tại Sài Gòn. Do đó nên ông được gắn cho cái tên đầy mỉa mai là "Quế tướng công". Trong Quân lực Việt Nam Cộng hòa thời bấy giờ, tướng Nguyễn Văn Toàn là một trong những tướng lĩnh được xem là tham nhũng có tiếng và cũng là một vị tướng có nhiều bê bối.

## Tiểu sử & Binh nghiệp
Ông sinh ngày ngày 6 tháng 10 năm 1932 trong một gia đình gia giáo khá giả tại Phú Vang, Thừa Thiên, miền Trung Việt Nam. Thời niên thiếu, ông là học sinh trường Quốc học Khải Định ở Huế. Ông tốt nghiệp Trung học phổ thông với văn bằng Tú tài bán phần (Part I).

### Quân đội quốc gia Việt Nam
Năm 1950, sau khi thi đậu Tú tài và cũng vừa tròn 18 tuổi, ông tình nguyện nhập ngũ vào Quân đội Quốc gia, mang số quân: 52/206.032. Ông theo học khóa 3 Trần Hưng Đạo tại trường Võ bị Liên quân Đà Lạt, khai giảng ngày 1 tháng 10 năm 1950. Đang thụ huấn nửa chừng, ông bị bệnh nên xin xuất khóa để điều trị. Qua năm 1951, ông tiếp tục theo học khóa 5 Hoàng Diệu, khai giảng ngày 1 tháng 7 năm 1951. Ngày 24 tháng 4 năm 1952 mãn khóa tốt nghiệp với cấp bậc Thiếu úy hiện dịch. Sau khi tốt nghiệp, ông gia nhập vào Binh chủng Thiết giáp. Nửa năm sau ông được theo học khóa căn bản Thiết giáp tại Trung tâm Huấn luyện Thiết giáp Viễn đông ở Cap Saint Jacques (Vũng Tàu). Ngày 1 tháng 4 năm 1953, ông ra trường và giữ chức vụ Chi đội trưởng Thám thính xa. Đầu năm 1954, ông được thăng cấp Trung úy, làm Chi đoàn phó Chi đoàn Thám thính.

### Quân đội Việt Nam Cộng hòa
Đầu năm 1956, sau một thời gian từ Quân đội quốc gia chuyển sang phục vụ Quân đội Việt Nam Cộng hòa, ông được cử đi du học khóa Thiết giáp cao cấp tại Học viện Thiết giáp Kỵ binh Saumur, Pháp. Mãn khóa về nước giữ chức vụ Chi đoàn trưởng Chi đoàn Thiết giáp. Cuối năm, ông được thăng cấp Đại úy và được cử giữ chức vụ Trung đoàn phó Trung đoàn 4 Thiết giáp.
Tháng 7 năm 1957, bàn giao chức vụ Trung đoàn phó lại cho Đại úy Trần Quang Khôi, ông được cử làm Trung đoàn trưởng Trung đoàn 4 Thiết giáp ở Huế thay cho Đại úy Nguyễn Đình Bảng (sinh năm 1928 tại Nam Định, tốt nghiệp khóa 5 Võ bị Đà Lạt, sau cùng là Đại tá Thị trưởng Cam Ranh). Cuối năm 1958, bàn giao Trung đoàn 4 lại cho Đại úy Nguyễn Tuấn. Đầu năm 1959, ông được thăng cấp Thiếu tá và được cử đi du học khóa Thiết giáp cao cấp tại trường Kỵ binh Fort Knox, bang Kentucky, Hoa Kỳ trong thời gian 6 tháng.
Đầu năm 1961, ông được giữ chức Tham mưu trưởng Bộ chỉ huy Thiết giáp tại Trại Trần Hưng Đạo, Tân Sơn Nhất do Trung tá Nguyễn Văn Thiện làm Chỉ huy trưởng. Năm 1962, ông được cử đi du học lớp Tham mưu Đặc biệt (giáo trình chống nổi loạn) tại căn cứ Fort Bragg, North Carolina, Hoa Kỳ.
Tháng 6 năm 1963, ông được bổ nhiệm làm Chỉ huy trưởng trường Thiết giáp tại Long Hải, Phước Tuy thay thế Thiếu tá Dương Văn Đô (sinh năm 1926 tại Sơn Tây, tốt nghiệp khóa 2 Sĩ quan Trừ bị Thủ Đức. Sau cùng là Đại tá tùng sự tại Bộ chỉ huy Thiết giáp Trung ương). Cuối năm 1964, bàn giao trường Thiết giáp lại cho Trung tá Lâm Quang Thơ để đi tái nhiệm chức vụ Trung đoàn trưởng Trung đoàn 4 Thiết giáp tại Đà Nẵng thay thế Trung tá Nguyễn Tuấn. Nhân dịp Quốc khánh Đệ II Cộng Hòa ngày 1 tháng 11 năm 1965, ông được thăng cấp Trung tá tại nhiệm.
Đầu tháng 1 năm 1967, ông được lệnh bàn giao Trung đoàn 4 Thiết giáp lại cho Thiếu tá Phan Hòa Hiệp. Trung tuần tháng 1 ông được thăng cấp Đại tá và được bổ nhiệm chức vụ Tư lệnh Sư đoàn 2 Bộ binh thay thế Thiếu tướng Hoàng Xuân Lãm được cử đi làm Tư lệnh Quân đoàn I, Quân khu 1.
Ngày Quân lực 19 tháng 6 năm 1968, ông được thăng cấp Chuẩn tướng tại nhiệm. Ngày Quốc khánh Đệ Nhị Cộng hòa 1 tháng 11 năm 1970, ông được thăng cấp Thiếu tướng tại nhiệm.
Đầu tháng 2 năm 1972, ông được chỉ định chức vụ Chỉ huy trưởng Binh chủng Thiết giáp, hoán chuyển nhiệm vụ với Đại tá Phan Hòa Hiệp về làm Tư lệnh Sư đoàn 2 Bộ binh. Tháng 5 cùng năm, bàn giao chức vụ Chỉ huy trưởng Thiết giáp lại cho Đại tá Dương Văn Đô. Sau đó ông được bổ nhiệm chức vụ Tư lệnh Quân đoàn II thay thế Trung tướng Ngô Dzu đã xin từ nhiệm do bị chỉ trích về việc chỉ huy trong chiến trận "Mùa hè đỏ lửa" năm 1972 gây tổn thất quá nhiều cho Quân đoàn II và Quân khu 2.
Đầu tháng 3 năm 1974, ông được thăng cấp Trung tướng. Cuối tháng 10 cùng năm, ông bàn giao Quân đoàn II lại cho Thiếu tướng Phạm Văn Phú để đi tái nhiệm chức vụ Chỉ huy trưởng Binh chủng Thiết giáp thay thế Chuẩn tướng Lý Tòng Bá được bổ nhiệm chức vụ Tư lệnh Sư đoàn 25 bộ binh để chiến đấu bảo vệ phía bắc Sài Gòn trước khi thất thủ.

## Năm 1975
Ngày 6 tháng 1, ông được bổ nhiệm chức vụ Tư lệnh Quân đoàn III thay thế Trung tướng Dư Quốc Đống (xin từ nhiệm). Đồng thời vẫn đảm nhiệm chức Chỉ huy trưởng Bộ chỉ huy Thiết giáp Trung ương.
- Binh chủng Thiết giáp vào thời điểm tháng 3 và tháng 4/1975, nhân sự ở Bộ chỉ huy Trung ương và Chỉ huy các đơn vị Kỵ binh trực thuộc đã biệt phái cho các Quân đoàn và Sư đoàn được phân bổ trách nhiệm như sau:

- Chỉ huy trưởng - Trung tướng Nguyễn Văn Toàn
- Chỉ huy phó - Đại tá Thẩm Nghĩa Bôi (sinh năm 1923 tại Hà Nội, tốt nghiệp khóa 5 Võ bị Đà Lạt)
- Phụ tá Chỉ huy trưởng - Đại tá Lương Bùi Tùng (sinh năm 1930 tại Bắc Ninh, tốt nghiệp Võ khoa Nam Định)
- Tham mưu trưởng - Đại tá Nguyễn Đức Dung (tốt nghiệp khóa 5 Võ khoa Thủ Đức)
- Chi huy Trường Thiết giáp - Đại tá Huỳnh Văn Tám (tốt nghiệp Võ khoa Thủ Đức)
- Lữ đoàn 1 Kỵ binh - Đại tá Nguyễn Xuân Hường (sinh năm 1929 tại Quảng Nam, tốt nghiệp khóa 1 Võ bị Địa phương Trung Việt - Huế)
-Lữ đoàn 2 Kỵ binh - Đại tá Nguyễn Văn Đồng (tốt nghiệp Võ bị Đà Lạt)
- Lữ đoàn 3 Kỵ binh - Chuẩn tướng Trần Quang Khôi
- Lữ đoàn 4 Kỵ binh - Đại tá Trần Ngọc Trúc (sinh năm 1929, tốt nghiệp khóa 2 Võ khoa Thủ Đức)
- Quân đoàn III vào thời điểm tháng 4/1975, nhân sự trong Bộ Tư lệnh Quân đoàn được phân bổ trách nhiệm như sau:

- Tư lệnh - Trung tướng Nguyễn Văn Toàn
- Tư lệnh phó 1 - Trung tướng Nguyễn Vĩnh Nghi, kiêm Tư lệnh Bộ tư lệnh Tiền phương, Đặc trách Hành quân thay Thiếu tướng Nguyễn Văn Hiếu bị tử nạn.
- Tư lệnh phó 2 - Thiếu tướng Nguyễn Văn Hiếu đặc trách Kế hoạch Hành quân (ngày 8 tháng 4 năm 1975, tướng Hiếu bị tử nạn, Trung tướng Nguyễn Vĩnh Nghi kiêm nhiệm Kế hoạch Hành quân Quân đoàn)
- Tư lệnh phó 3 (Đặc trách Lãnh thổ Quân khu) - Thiếu tướng Đào Duy Ân
- Tham mưu trưởng - Chuẩn tướng Lê Trung Tường
- Trưởng phòng 3 - Đại tá Hoàng Đình Thọ (sinh năm 1930 tại Ninh Bình, tốt nghiệp trường Võ bị Địa phương Bắc Việt)
- An ninh Quân đội - Đại tá Nguyễn Khuyến
- Chỉ huy Pháo binh - Đại tá Lê Văn Trang (sinh năm 1934 tại Nam Định, tốt nghiệp khóa 10 Võ bị Liên quân Đà Lạt)
- Chỉ huy Tiếp vận - Đại tá Trần Quốc Khang (sinh năm 1931 tại Nam Định, tốt nghiệp trường Sĩ quan Trừ bị Nam Định)
Chiều ngày 29 tháng 4, ông dùng trực thăng di tản ra Đệ Thất Hạm đội đang đậu ở ngoài khơi Vũng Tàu. Sau đó, ông được sang định cư ở thành phố Los Angeles, Tiểu bang California, Hoa Kỳ.
Ngày 19 tháng 10 năm 2005, ông từ trần tại nơi định cư, thọ 73 tuổi. Ông được táng tại Nghĩa trang Rose Hill, Los Angeles, California, Hoa Kỳ.

## Gia đình
- Phu nhân: Bà Phan Thu Cầm
- Các con: Nguyễn Văn Thịnh, Nguyễn Văn Vượng và Nguyễn Thị Thu Hằng

## Huy chương
- Bảo quốc Huân chương đệ nhị đẳng
- 30 huy chương đủ loại
- 2 Silver Star U.S[cần dẫn nguồn]

## Chú giải
1. ↑  Khu vực Duyên hải miền Trung Việt Nam là trách nhiệm bảo an và địa bàn hoạt động của Sư đoàn 2 Bộ binh gồm 2 tỉnh Quảng Tín và Quảng Ngãi, trong đó có quận Quế Sơn thuộc tỉnh Quảng Tín là nơi chuyên canh cây Quế trồng thành rừng.
2. ↑  Khóa đầu tiên khi trường Võ bị Quốc gia chuyển ở Huế về Đà Lạt. Đặt trên địa điểm trước đó là cơ sở của trường Võ bị Liên quân Viến Đông của Quân đội Thuộc địa Pháp.
3. ↑  Đại uý Nguyễn Tuấn sinh năm 1931 tại Nam Định, tốt nghiệp khóa 1 Sĩ quan Trừ bị Thủ Đức, sau là Trung tá Chỉ huy trưởng Trường Thiết giáp. Năm 1968 xảy ra Biến cố Mậu Thân, quân đối phương tấn công vào trại Thiết giáp Phù Đổng đã giết hại ông cùng với tất cả gia đình ông (gồm mẫu thân và vợ con của ông). Ông được truy thăng Đại tá.
4. ↑  Bộ Chỉ huy đặt tại trại Phù Đổng, Gò Vấp, Gia Định
5. ↑  Lữ đoàn 1 Kỵ binh có 5 Thiết đoàn trực thuộc:
-Thiết đoàn 4 Phối thuộc Sư đoàn 2 Bộ binh (Thiếu tá Trần Văn Minh)
-Thiết đoàn 7 Phối thuộc Sư đoàn 1 Bộ binh (Trung tá Hồ Đàn)
-Thiết đoàn 11 Phối thuộc Sư đoàn 3 Bộ binh (Trung tá Nguyễn Hữu Lý)
-Thiết đoàn 17 Cơ hữu Lữ đoàn (Trung tá Nguyễn Viết Thạnh)
-Thiết đoàn 20 Cơ hữu Lữ đoàn (Trung tá Phan Công Tuấn)
6. ↑  Lữ đoàn 2 Kỵ binh có 5 Thiết đoàn trực thuộc:
- Thiết đoàn 3 Cơ hữu Lữ đoàn (Thiếu tá Nguyễn Văn Triết)
- Thiết đoàn 8 Phối thuộc Sư đoàn 23 Bộ binh (Thiếu tá Nguyễn Văn Đêm)
- Thiết đoàn 14 Phối thuộc Sư đoàn 22 Bộ binh (Đại tá Lương Chi, đầu năm 1975 thăng cấp Đại tá kiêm Tư lệnh phó Lữ đoàn)
- Thiết đoàn 19 Cơ hữu Lữ đoàn(Thiếu tá Hoàng Kiều)
- Thiết đoàn 21 Cơ hữu Lữ đoàn (Trung tá Nguyễn Cung Vinh)
7. ↑  Lữ đoàn 3 Kỵ binh có 6 Thiết đoàn trực thuộc:
-Thiết đoàn 1 Phối thuộc Sư đoàn 5 Bộ binh (Trung tá Nguyễn Minh Tánh)
-Thiết đoàn 5 Phối thuộc Sư đoàn 18 Bộ binh (Trung tá Trần Văn Nô)
-Thiết đoàn 10 Phối thuộc Sư đoàn 25 Bộ binh (Trung tá Huỳnh Kiêm Mậu)
-Thiết đoàn 15 Cơ hữu Lữ đoàn (Trung tá Đỗ Đức Thảo)
-Thiết đoàn 18 Cơ hữu Lữ đoàn (Trung tá Nguyễn Đức Dương)
-Thiết đoàn 22 Cơ hữu Lữ đoàn (Trung tá Nguyễn Văn Liên)
8. ↑  Lữ đoàn 4 Kỵ binh có 5 Thiết đoàn trực thuộc:
-Thiết đoàn 2 Phối thuộc Sư đoàn 9 Bộ binh (Trung tá Nguyễn Văn Việt Tân)
-Thiết đoàn 6 Phối thuộc Sư đoàn 7 Bộ binh (Thiếu tá Ngô Đức Lâm)
-Thiết đoàn 9 Phối thuộc Sư đoàn 21 Bộ binh (Trung tá Trần Hữu Thành)
-Thiết đoàn 12 Cơ hữu Lữ đoàn (Trung tá Phạm Hữu Tường)
-Thiết đoàn 16 Cơ hữu Lữ đoàn (Trung tá Lê Văn Thành)